# مونا لوست
مونا لوست (انگلیسی: Mona Løseth؛ زادهٔ ۱۱ آوریل ۱۹۹۱) اسکی‌باز آلپاین اهل نروژ است.